# かごしま県民交流センター
かごしま県民交流センター（かごしまけんみんこうりゅうせんたー、スポンサー名義でカクイックス交流センター）は、鹿児島県鹿児島市山下町にある公共施設である。
元々は鹿児島県庁舎の所在地であったが、1996年に庁舎が同市の鴨池新町へ移転した事に伴い、その跡地に建てられたものである。

## 施設

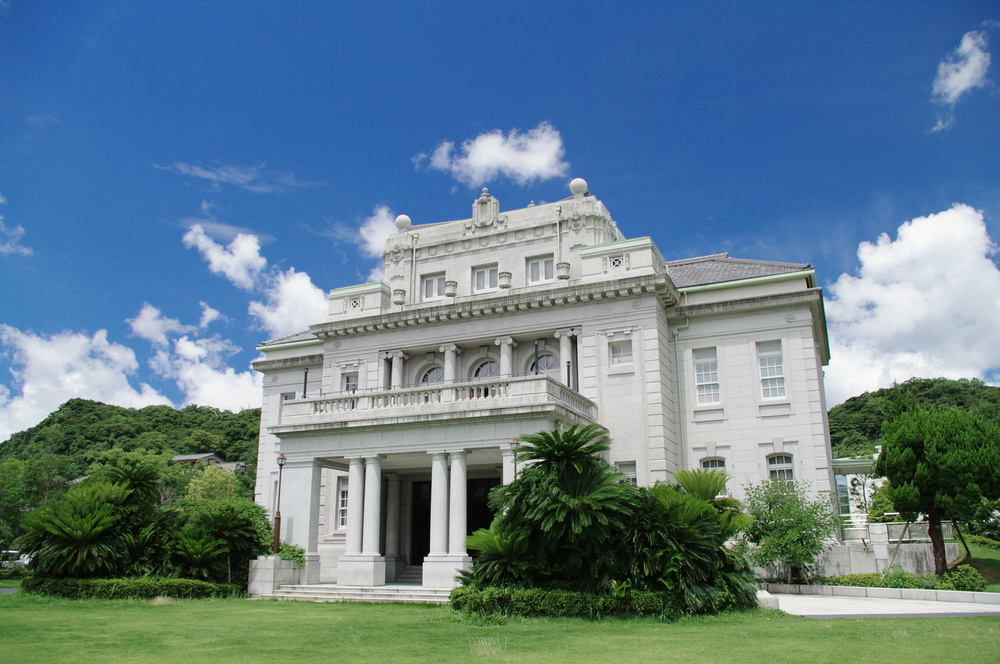
県政記念館（旧鹿児島県庁舎本館）

- 詳細はかごしま県民交流センター 施設のご紹介

### 共用施設
- 県民ホール
- 多目的ホール
- 展示ロビー
- 学習室
- 研修室

### 専門施設
- 放送大学鹿児島学習センター
- 視聴覚フロア
- パスポート窓口
- 国際交流プラザ
- 相談室
- 介護実習室
- 福祉用具展示室
- モデルハウス
- 共生・協働センター
- 社団法人かごしま犯罪被害者支援センター

### 屋外施設
- 県政記念館（旧鹿児島県庁舎本館、登録有形文化財）
- 県政記念公園

## アクセス
- 駐車場 有

### 公共交通機関
- 市電「水族館口電停」下車  徒歩4分
- JR「鹿児島駅」下車  徒歩10分
- バス「水族館口」下車  徒歩5分